# Europsko prvenstvo u nogometu za žene – Engleska 2005.

}}
Europsko prvenstvo u nogometu za žene 2005. održano je od 5. lipnja 2005. do 19. lipnja 2005. u Engleskoj, a naslov europskih prvakinja osvojila je reprezentacija Njemačke. 

## Domaćin
Engleska je bila prvi put domaćin Europskog prvenstva u nogometu za žene. Sve utakmice su se održavale u engleskoj regiji North West England. Gradovi domaćini su bili Blackpool, Preston, Blackburn, Warrington i Manchester.

## Sudionice
Izravno i u razigravanju se plasiralo osam pobjednica.
| Skupina A | Skupina B |
| --------- | --------- |
| Engleska  | Njemačka  |
| Švedska   | Francuska |
| Finska    | Norveška  |
| Danska    | Italija   |

## Gradovi domaćini
| Blackpool               | Preston                    | Blackburn         |
| ----------------------- | -------------------------- | ----------------- |
| Bloomfield Road         | Deepdale                   | Ewood Park        |
| Kapacitet: 9.000        | Kapacitet: 22.300          | Kapacitet: 31.400 |
|                         |                            |                   |
| Warrington              | Manchester                 |                   |
| Halliwell Jones Stadium | City of Manchester Stadium |                   |
| Kapacitet: 14.200       | Kapacitet: 48.000          |                   |
|                         |                            |                   |

- Blackpool: Stadion Bloomfield Road nogometnog kluba FC Blackpool je kapaciteta oko 9.000 mjesta. Blackpool je grad na Irskom moru a ima oko 139.453 stanovnika (procjena 2001.).
- Preston: Stadion Deepdale nogometnog kluba Preston North End je kapaciteta za 22.250 gledatelja. Preston je grad u grofoviji Lancashire na rijeci Ribble i ima oko 130.000 stanovnika (procjena 2001.).
- Blackburn: U stadionu Ewood Park nogometnog kluba Blackburn Rovers ima 31.367 mjesta za gledatelja. Blackburn je grad sa 105.085 stanovnika (procjena 2001.).
- Warrington: Stadion Halliwell Jones Stadium ragbi kluba Warrington Wolves ima mjesta za 14.200 gledatelja. Warrington je smješten na rijeci Mersey i ima 80.661 stanovnika (procjena 2001.).
- Manchester: Stadion Etihad Stadium (Manchester) nogometnog kluba Manchester City ima mjesta za 48.000 gledatelja. Manchester je grad upravnog područja u regiji North West England i ima 422.300 stanovnika (procjena 2002.).

## Skupine

### Skupina A
| RBR | Država   | Uta | Pob | Ner | Por | Gol | Raz | Bod |
| --- | -------- | --- | --- | --- | --- | --- | --- | --- |
| 1   | Švedska  | 3   | 1   | 2   | 0   | 2:1 | +1  | 5   |
| 2   | Finska   | 3   | 1   | 1   | 1   | 4:4 | ±0  | 4   |
| 3   | Danska   | 3   | 1   | 1   | 1   | 4:4 | ±0  | 4   |
| 4   | Engleska | 3   | 1   | 0   | 2   | 4:5 | −1  | 3   |

| 5. lipnja 2005. u Manchesteru |   |         |           |
| Engleska                      | – | Finska  | 3:2 (2:0) |
| 5. lipnja 2005. u Blackpoolu  |   |         |           |
| Švedska                       | – | Danska  | 1:1 (1:1) |
| 8. lipnja 2005. u Blackburnu  |   |         |           |
| Engleska                      | – | Danska  | 1:2 (0:0) |
| 8. lipnja 2005. u Blackpoolu  |   |         |           |
| Švedska                       | – | Finska  | 0:0       |
| 11. lipnja 2005. u Blackburnu |   |         |           |
| Engleska                      | – | Švedska | 0:1 (0:1) |
| 11. lipnja 2005. u Blackpoolu |   |         |           |
| Finska                        | – | Danska  | 2:1 (2:1) |

### Skupina B
| RBR | Država    | Uta | Pob | Ner | Por | Gol  | Raz | Bod |
| --- | --------- | --- | --- | --- | --- | ---- | --- | --- |
| 1   | Njemačka  | 3   | 3   | 0   | 0   | 8:0  | +8  | 9   |
| 2   | Norveška  | 3   | 1   | 1   | 1   | 6:5  | +1  | 4   |
| 3   | Francuska | 3   | 1   | 1   | 1   | 4:5  | −1  | 4   |
| 4   | Italija   | 3   | 0   | 0   | 3   | 4:12 | −8  | 0   |

| 6. lipnja 2005. u Prestonu     |   |          |           |
| Francuska                      | – | Italija  | 3:1 (3:0) |
| 6. lipnja 2005. u Warringtonu  |   |          |           |
| Njemačka                       | – | Norveška | 1:0 (0:0) |
| 9. lipnja 2005. u Warringtonu  |   |          |           |
| Francuska                      | – | Norveška | 1:1 (1:0) |
| 9. lipnja 2005. u Prestonu     |   |          |           |
| Italija                        | – | Njemačka | 0:4 (0:2) |
| 12. lipnja 2005. u Warringtonu |   |          |           |
| Francuska                      | – | Njemačka | 0:3 (0:0) |
| 12. lipnja 2005. u Prestonu    |   |          |           |
| Norveška                       | – | Italija  | 5:3 (4:1) |

### Polufinale
| 15. lipnja 2005. u Prestonu    |   |         |                                 |
| Njemačka                       | – | Finska  | 4:1 (3:1)                       |
| 16. lipnja 2005. u Warringtonu |   |         |                                 |
| Norveška                       | – | Švedska | 3:2 nakon produžetka (2:2, 1:1) |

### Finale
| 19. lipnja 2005. u Blackburnu |   |          |           |
| Njemačka                      | – | Norveška | 3:1 (2:1) |

## Najbolji strijelci
| Rang | Igračica            | Golovi |
| ---- | ------------------- | ------ |
| 1    | Inka Grings         | 4      |
| 2    | Solveig Gulbrandsen | 3      |
| 2    | Hanna Ljungberg     | 3      |
| 2    | Conny Pohlers       | 3      |
| 2    | Birgit Prinz        | 3      |

## Vanjske poveznice
- Europsko prvenstvo u nogometu za žene na uefa.com  Arhivirana inačica izvorne stranice od 31. siječnja 2010. (Wayback Machine)
- Rezultati na RSSSF.com
- Službena stranica Europske nogometne organizacije (UEFA)